# Suma de Geographia
Suma de Geographia es un libro español sobre cosmografía, geografía y navegación escrito por Martín Fernández de Enciso y publicado en 1519 en Sevilla. Se le considera el primer derrotero que describe exhaustivamente el Nuevo Mundo tal como lo conocían entonces los españoles y los portugueses. Además, contiene la primera aparición impresa del requerimiento español y es una obra fundamental entre los manuales de navegación españoles de la época.

## Trasfondo
Martín Fernández de Enciso obtuvo un privilegio real para imprimir la Suma el 5 de septiembre de 1518 en Zaragoza. La obra fue publicada por primera vez en Sevilla a mediados o finales de 1519 por Jacobo Cromberger. Una edición revisada fue publicada en Sevilla en 1530 por Juan Cromberger, y posteriormente reimpresa (ya póstumamente) en 1546 por Andrés de Burgos también en Sevilla.
Una edición parcial en inglés, A briefe description of the weast India, fue publicada por primera vez en Londres en 1578 por Henry Bynneman.

## Contenido
La Suma consta de dos partes: una primera cosmográfica y náutica y una segunda geográfica. El tratado cosmográfico expone la configuración y el funcionamiento del universo (ptolemaico, geocéntrico) y, además, proporciona orientación práctica para la navegación marítima. La segunda parte describe la geografía física y humana del Viejo Mundo y de la parte del Nuevo que se conocía en Europa por entonces.
| Parte        | Contenido | Comienzo | Fin       | Notas                                                             |
| ------------ | --- | -------- | --------- | ----------------------------------------------------------------- |
| Preliminares | Título, privilegio real de impresión, dedicatoria al rey Carlos I                                                                                        | 1r       | 2v        | –                                                                 |
| Cosmografía  | Sobre el universo ptolemaico, sobre la geometría de Sacrobosco útil para la cartografía                                                                  | 3r       | 9r        | –                                                                 |
| Cosmografía  | Tablas de declinación solar, sobre el uso del cuadrante y el astrolabio para determinar la latitud con referencia tanto a la Estrella Polar como al Sol. | 9v       | 25 rublos | –                                                                 |
| Geografía    | Viejo Mundo – Europa | 25v      | 42r       | –                                                                 |
| Geografía    | Viejo Mundo – Asia | 42r      | 52r       | –                                                                 |
| Geografía    | Viejo Mundo – África | 52r      | 63v       | –                                                                 |
| Geografía    | Nuevo Mundo – Descubrimientos portugueses al sur del ecuador, es decir, Brasil                                                                           | 63v      | 66v       | –                                                                 |
| Geografía    | Nuevo Mundo – Descubrimientos insulares españoles al norte del ecuador, es decir, las Antillas                                                           | 66v      | 70v       | Incl. posible alusión al Río de la Plata en 67v, a Florida en 70v |
| Geografía    | Nuevo Mundo – Descubrimientos en tierra firme española al norte del ecuador, es decir, la costa desde el golfo de Paria hasta la bahía de Honduras.      | 70v      | 75r       | Incl requerimiento en 72v                                         |
| Geografía    | Nuevo Mundo – descubrimientos al norte de las Azores, es decir, Labrador, Los Bacalaos (actual Canadá)                                                   | 75r      | 75v       | –                                                                 |
| Colofón      | colofón | 75v      | 75v       | Incluye fuentes en 75v                                            |

## Mapa
La Suma se refiere varias veces a un mapa que debía acompañar al texto impreso. De hecho, Enciso comenta no uno sino dos tipos diferentes de mapamundi: los planisferios de tipo náutico y los hemisferios en proyección polar azimutal con meridianos y paralelos, y elige el primer tipo por considerarlo más adecuado para los pilotos de la época. Según el Privilegio real que autorizó la publicación de la Suma, Enciso había enviado un mapa manuscrito al Consejo de Castilla que fue revisado y autorizado para su publicación. Sin embargo, no se ha encontrado mapa alguno en ninguno de los numerosos ejemplares conservados de la obra.
Algunos historiadores han propuesto que la ausencia de mapas se debió a la censura, pero no existe ninguna prueba documental de que las autoridades censurasen el mapa de Enciso o de que ordenasen eliminarlo una vez publicado. Una explicación alternativa es que el mapa preparado por Enciso era demasiado grande y detallado para lo que eran capaces de producir las imprentas de la época, sobre todo en la península Ibérica, por lo que no fue técnicamente posible imprimirlo.

## Importancia
La Suma ha sido considerada el primer manual de pilotaje oceánico en español, y el primero de su tipo para el Nuevo Mundo. Además, fue el primer libro impreso que incluyó el requerimiento a los indígenas americanos. Se cree que tuvo gran influencia sobre obras españolas posteriores de navegación marítima.
Se ha sugerido, por otra parte, que el mapamundi inédito influyó en el que el mercader inglés Robert Thorne envió a Inglaterra en 1527, y que posteriormente fue publicado por Richard Hakluyt en 1582.